# Italia central
La Italia central es aquella parte del territorio de Italia que comprende las regiones de Toscana, Lacio, Umbría, Marcas y, en algunas casos, también la región de Abruzos. Aunque geográficamente central, la región de Abruzos es considerada como meridional por cultura, economía y por haber sido parte integrante del Reino de Nápoles y del posterior Reino de las Dos Sicilias. 

## Límites
La Italia central limita al norte con la región de Emilia-Romaña en la Italia nororiental y Liguria en la Italia noroccidental, al este con el mar Adriático y al sur con Abruzos y Campania.

## Generalidades

### Parlamento Europeo
La región de Italia central corresponde a una circunscripción electoral del Parlamento Europeo, con derecho a 16 escaños, lo que considerando la población de la región corresponde a uno por cada 681 mil habitantes.